# Villa Enzinger

Villa Enzinger, kurz nach Fertigstellung

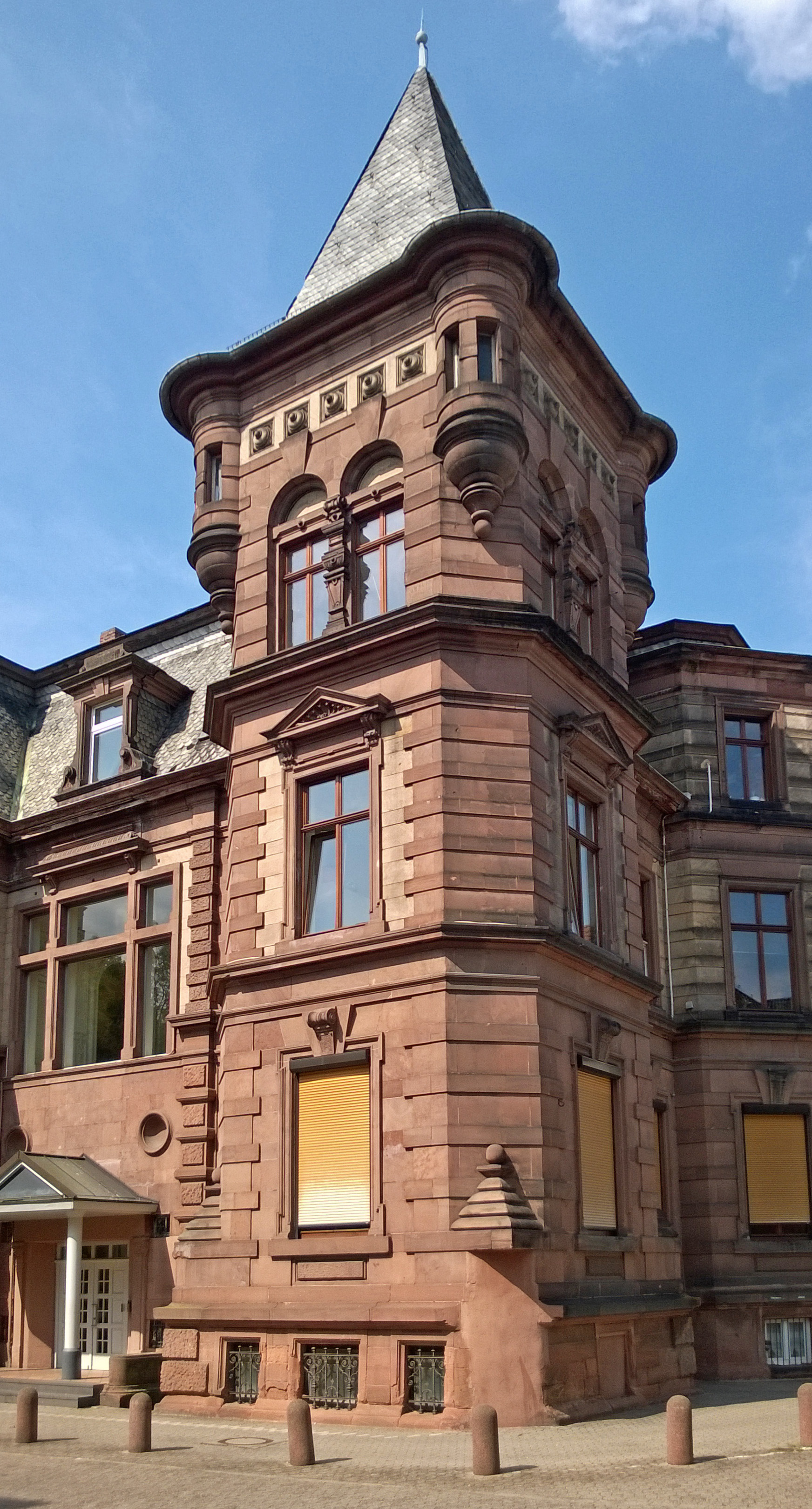
Villa Enzinger, Wasserturm

Die Villa Enzinger ist eine großbürgerliche Villa, die von dem Mannheimer Architekten Wilhelm Manchot für den Erfinder und Fabrikanten Lorenz Adalbert Enzinger in Worms gebaut wurde.

## Geografische Lage
Die Villa steht in der Karmeliterstraße 6. Sie gehört zur Bebauung zwischen mittelalterlichem Stadtkern und dem Bahnhof, einem am Ende des 19. Jahrhunderts bevorzugten Baugebiet der Wormser Oberschicht.

## Geschichte
Enzinger besaß den Bauplatz seit mindestens 1883. Ein Entwurf für eine Villa durch einen örtlichen Baumeister liegt aus diesem Jahr vor. Der Entwurf – relativ konventionell und hinsichtlich der Haustechnik veraltet – wurde aber nicht umgesetzt. Vielmehr wandte sich Enzinger an Wilhelm Manchot. Dieser entwarf eine großstädtische Villa mit der zeitgenössisch modernen Haustechnik. Die Baukosten beliefen sich auf 250.000 Mark. Das Gebäude wurde 1886 fertiggestellt. Der Bauherr und seine Gattin verstarben früh, Lorenz Adalbert Enzinger 1897. Seine Söhne verkauften die Villa bald für 175.000 Mark an die Vereinsbank Worms. 1912 ließ die Bank das Haus umbauen, einen Auftrag, den der Architekt Brinkmann aus Worms erhielt. Die Schlafzimmer im Erdgeschoss mussten einer Schalterhalle weichen, auch die Anbauten beruhen auf Nutzungsinteressen der Bank. Im Zweiten Weltkrieg erlitt das Gebäude Schäden nur an den Dächern. Die Bank nutzte das Haus bis in das Jahr 1975, seinen Hauptsitz hat das Finanzinstitut seitdem am Marktplatz.

## Baubeschreibung

### Architektur
Die Villa Enzinger ist zweigeschossig mit zusätzlich ausgebautem Dachgeschoss. In den Formen ist es überwiegend neubarock. Sandsteinquader dominieren die Fassaden, die komplett mit Werkstein verkleidet sind. Die Straßenseite ist symmetrisch mit je zwei Fensterachsen links und rechts eines Mittelrisaliten gegliedert. Der Risalit weist drei Fensterachsen und im ersten Stock einen Balkon auf und wird von einem Giebel bekrönt. Der Eingang, der von der Straße dort ins Gebäude führt, wurde nachträglich eingebaut, vermutlich als der dahinter liegende Gebäudeteil zur Schalterhalle umgebaut wurde. Der Haupteingang befand sich auf der Rückseite des Gebäudes, ein Nebeneingang auf der südlichen Hofseite. Er wurde vor 1992 mit einem postmodernen Vordach versehen. Markant ist der ehemalige Wasserturm an der Südostecke des Gebäudes. Nach Norden wurde das Gebäude durch einen späteren, aber optisch angepassten einstöckigen Anbau mit Belvedere um zwei Achsen verlängert.
Die Räume gruppierten sich in jedem Stockwerk um ein zentrales Vestibül, dessen oberstes durch eine Dachlaterne beleuchtet wurde. Fußbödendurchbrüche sollten das Licht bis ins Erdgeschoss leiten. Diese „Beleuchtungsanlage“ wurde bereits 1912 beseitigt, als die Vereinsbank das Haus für ihre Zwecke umbaute. Die Privaträume der Familie (Schlafzimmer, Bad, Speise- und ein Kinderspielzimmer) lagen im Erdgeschoss, während der erste Stock ausschließlich von Gesellschaftsräumen belegt ist – eine ungewöhnliche Anordnung, umgekehrt zu der sonst üblichen. Der große Saal wies eine Grundfläche von 120 m² auf, der größte, den es in einem Privathaus in Worms damals gab. Er war in maurischem Stil gestaltet. Das Treppenhaus ist erhalten und weist zwei Wandgemälde mit italienischen Motiven (vermutlich von Mattäus Keuffel) auf.

### Haustechnik
Zu der Anlage gehörte ein separates Maschinenhaus, in dem zwei Dampfmaschinen arbeiteten. Eine Maschine lieferte über einen Generator Elektrizität für die Beleuchtung der Villa, die zweite stand in Reserve, sollte die erste ausfallen. Worms besaß, als das Haus 1885 gebaut wurde, noch keine zentrale Elektrizitätsversorgung. Auch eine zentrale Wasserversorgung fehlte. Dafür wurde der Wasserturm an der Südostecke des Gebäudes errichtet, der unter dem Dach einen Hochbehälter hat und so das Haus mit Wasser versorgte. Die Heizung erfolgte über Warmluft, die durch entsprechende Schächte in die einzelnen Räume geleitet wurde. Auch ein Speisenaufzug zwischen der im Keller gelegenen Küche und dem Speisezimmer gehörte selbstverständlich zur Ausstattung.

## Wertung
Das Bauwerk ist heute ein Kulturdenkmal aufgrund des rheinland-pfälzischen Denkmalschutzgesetzes. Die Villa ist eine der wenigen, die die Luftangriffe auf Worms im Zweiten Weltkrieg nahezu unbeschadet überstanden haben. Allerdings ist der reiche Zierrat im Dachbereich verloren gegangen und die Dachgestaltung gegenüber derjenigen der Erbauungszeit vereinfacht.